# In Case We Die
„In Case We Die” este mixtape-ul de debut al cântăreței Americane Tinashe, prima lansat pe data de 1 februarie 2012 prin intermediul site-ului său oficial. Mixtape-ul a fost lansat în urma stagiului de patru ani ca solistul trupei feminine The Stunners și mulțimea ei de single-uri fară album, inclusiv o colaborare cu producatori OFM, „Artificial People”, în 2011.

## Lista pieselor
| Nr.             | Titlu                     | Autor(i)                | Producător(i)         | Lungime |  |
| 1.              | „The Last Night on Earth” | Tinashe                 | Tinashe               | 4:38    |  |
| 2.              | „My High”                 | Tinashe                 | Tinashe, Yung Shaq    | 4:29    |  |
| 3.              | „Let You Love Me”         | Tinashe                 | Tinashe, K-BeatZ      | 4:12    |  |
| 4.              | „That”                    | Tinashe                 | Tinashe, K-BeatZ      | 5:44    |  |
| 5.              | „The Will to Survive”     | Traditional             | Tinashe               | 0:37    |  |
| 6.              | „Boss”                    | Tinashe                 | Tinashe               | 3:41    |  |
| 7.              | „I Tried”                 | Tinashe                 | Tinashe               | 4:35    |  |
| 8.              | „Another Season”          | Tinashe                 | Tinashe, B. Hendrixx  | 4:07    |  |
| 9.              | „This Feeling”            | Tinashe                 | Tinashe, B. Hendrixx  | 3:21    |  |
| 10.             | „Stumble”                 | Tinashe                 | Wes Tarte, Tinashe    | 4:05    |  |
| 11.             | „Crossing the Cosmo”      | Tinashe                 | Tinashe, B. Hendrixx  | 3:47    |  |
| 12.             | „Fading”                  | Tinashe                 | Tinashe               | 1:26    |  |
| 13.             | „Biding My Time”          | Tinashe                 | Myles Morgan, Tinashe | 2:45    |  |
| 14.             | „Heaven”                  | Tinashe                 | Tinashe               | 2:09    |  |
| 15.             | „Chainless” (bonus track) | Tinashe, Bobby Brackins | Nic Nac               | 3:11    |  |
| Lungime totală: | Lungime totală:           | Lungime totală:         | Lungime totală:       | 52:38   |  |